# Reprezentacja Algierii na Mistrzostwach Świata w Narciarstwie Klasycznym 2005
Reprezentacja Algierii na Mistrzostwach Świata w Narciarstwie Klasycznym 2005 w Oberstdorfie liczyła jednego zawodnika. Był nim biegacz narciarski, Noureddine Maurice Bentoumi, który zajął 109. miejsce w biegu na 15 kilometrów techniką dowolną.

## Wyniki

### Biegi narciarskie

#### Mężczyźni
15 km stylem dowolnym
- Noureddine Maurice Bentoumi - 109. miejsce